# 7072 Beijingdaxue
7072 Beijingdaxue eller 1996 CB8 är en asteroid i huvudbältet som upptäcktes den 3 februari 1996 av Beijing Schmidt CCD Asteroid Program vid Xinglong-observatoriet. Den är uppkallad efter Pekinguniversitetet.
Asteroiden har en diameter på ungefär 4 kilometer.